# Poydalar, Taraklı
Poydalar là một xã thuộc huyện Taraklı, tỉnh Sakarya, Thổ Nhĩ Kỳ. Dân số thời điểm năm 2008 là 115 người.